# Hanover Gallery
L'Hanover Gallery è stata una galleria d'arte di Londra. Fu aperta nel 1947 dalla mercante d'arte tedesca Erica Brausen e dal finanziere e collezionista d'arte Arthur Jeffress, al civico 32 di George Street, nel Mayfair, e chiusa il 31 marzo 1973. Essa prende il nome dall'omonima piazza nelle vicinanze.

## Storia
Erica Brausen arrivò a Londra prima della seconda guerra mondiale, lavorando in alcune gallerie della città, tra cui la Redfern Gallery. Ha gestito la galleria insieme alla modella Toto Koopman, con la quale intraprese una relazione. Nel 1949 fu allestita la prima mostra personale dell'allora poco conosciuto pittore irlandese Francis Bacon, con la quale la galleria e la Brausen intrapresero una stretta relazione, terminata nel 1958.
Nel 1953 Brausen e Jeffress decisero di separarsi. Fu il finanziere Michael Behrens, che stava visitando la galleria il giorno prima della chiusura, ad acquistare la galleria da Jeffress.
La galleria chiuse nel 1973, e la Brausen continuò a lavorare per la Gimpel and Hanover Gallery di Zurigo, aperta nel 1962.
Tra gli artisti che hanno esposto alla galleria, alcuni per la prima volta in assoluto, figurano Marcel Duchamp, Max Ernst, Alberto Giacometti, Henri Matisse, Joan Miró, Henry Moore, Man Ray e William Scott.